# Francesco Cangiullo
Francesco Cangiullo (Napoli, 27 gennaio 1884 – Livorno, 22 luglio 1977) è stato uno scrittore, poeta, pittore e compositore italiano.
Partecipò attivamente al Futurismo e alla redazione dei manifesti futuristi.

## Biografia
Giovanissimo, si appassiona alla musica, in particolare alla canzone. Fa studi musicali irregolari, ma si distingue ben presto come autore di canzoni e come direttore di piccoli gruppi orchestrali nei Caffè Concerto, molto in voga agli inizi del XX secolo. Nel 1906 pubblica Piedigrotta Cangiullo.. Negli anni manterrà sempre attiva l'attività musicale, scrivendo canzoni per vari artisti napoletani tra cui Rino Da Positano e i Convers.
Nel 1910 incontra a Napoli Filippo Tommaso Marinetti. Questo incontro è per lui decisivo, tanto che decide di aderire subito al Futurismo, anche se ufficialmente il suo ingresso nel movimento è registrato nel 1913. Diviene collaboratore delle riviste Lacerba, Vela Latina e L'Italia futurista.
Nel 1914 partecipa alla Libera Esposizione Internazionale Futurista presso la Galleria Sprovieri di Roma, con dipinti e sculture realizzati in collaborazione con Marinetti e Balla.
Nel 1916 pubblica Piedigrotta, poema parolibero ispirato alla omonima festa popolare napoletana, che due anni prima era stato oggetto di due serate nelle Gallerie Sprovieri di Roma (il 29 marzo 1914) e di Napoli (14 maggio 1914), alle quali partecipano, tra gli altri, Filippo Tommaso Marinetti, Giacomo Balla, Fortunato Depero, Luciano Folgore e Mario Sironi oltre al gallerista Giuseppe Sprovieri. L'evento inaugura la dissacrante stagione dell'avanguardia performativa. Sempre nel 1916 raccoglie in un taccuino una serie di poesie in vernacolo dal titolo Verde nuovo (il documento è conservato nell'Archivio della Fondazione Primo Conti).
Nel 1919 pubblica Caffeconcerto: Alfabeto a sorpresa, un'opera tipicamente futurista, dove la scrittura assume anche una valenza pittorica, attraverso suggestioni tipografiche che animano le lettere dell'alfabeto facendole diventare personaggi di uno spettacolo.
Simile per ispirazione è il manifesto Il mobilio futurista, che Cangiullo pubblica il 22 febbraio 1920, e in cui auspica la creazione di mobili parlanti fatti di "intrecci, scontri e corpo-a-corpo di lettere di svariati caratteri".
Cangiullo si interessa molto al teatro. Nel 1917 collabora con Ettore Petrolini, che mette in scena Il Donnaiuolo e le quattro stagioni al Teatro Adriano di Roma.
Petrolini, nell'arco della sua carriera, porterà in scena, ben «dodici sintesi» di Cangiullo. Nel 1918 scrive con lui Radioscopia, atto unico pubblicato sul "Corriere di Napoli" e rappresentato per la prima volta al Teatro Politeama. Nel 1919 Mario Bonnard ne trae il film Mentre il pubblico ride, interpretato da Petrolini e Niny Dinelli. Questo atto unico, creduto perduto, è stato recuperato e ripubblicato nel 1981.
Partecipa attivamente alle iniziative teatrali futuriste, sia a livello teorico che organizzativo.. Nel 1921 cura la direzione artistica della "Compagnia del Teatro della Sorpresa" diretta da Rodolfo De Angelis, alla quale aderiscono, in qualità di scenografi e scenotecnici, artisti come Fortunato Depero e Enrico Prampolini e musicisti come Franco Casavola e Silvio Mix.. Il Teatro della Sorpresa è tenuto a battesimo il 30 settembre di quell'anno al Real Teatro Mercadante di Napoli. L'11 ottobre scrive il relativo manifesto con Marinetti, che verrà pubblicato nel mese di gennaio dell'anno seguente con un'appendice di sintesi teatrali.
Nel 1923 pubblica Poesia pentagrammata, dove i testi poetici sono scritti direttamente su carta da musica "per dare il tempo ai suoni onomatopeici e al rumorismo" futurista.
Nel 1924 si distacca dal Futurismo, anche se rimane amico di Marinetti. Nel 1930 pubblica le Serate futuriste in cui raccoglie i suoi ricordi dell'esperienza futurista. Nel 1931 decide di rientrare nel movimento, ma senza più l'entusiasmo e l'energia di un tempo.
La voce di Francesco Cangiullo, che declama "il Sifone d'oro", può essere ascoltata nell'antologia storico-critica della poesia sonora Futura, curata da Arrigo Lora Totino nel 1978.
Francesco Cangiullo era il primogenito di undici fratelli, tra i quali Pasqualino e Giuseppe. Pasqualino collaborò attivamente al movimento futurista, mentre il fratello Giuseppe fu un pioniere del calcio partenopeo.
Nella città di Roma gli è stata dedicata una via nel quartiere Ardeatino.

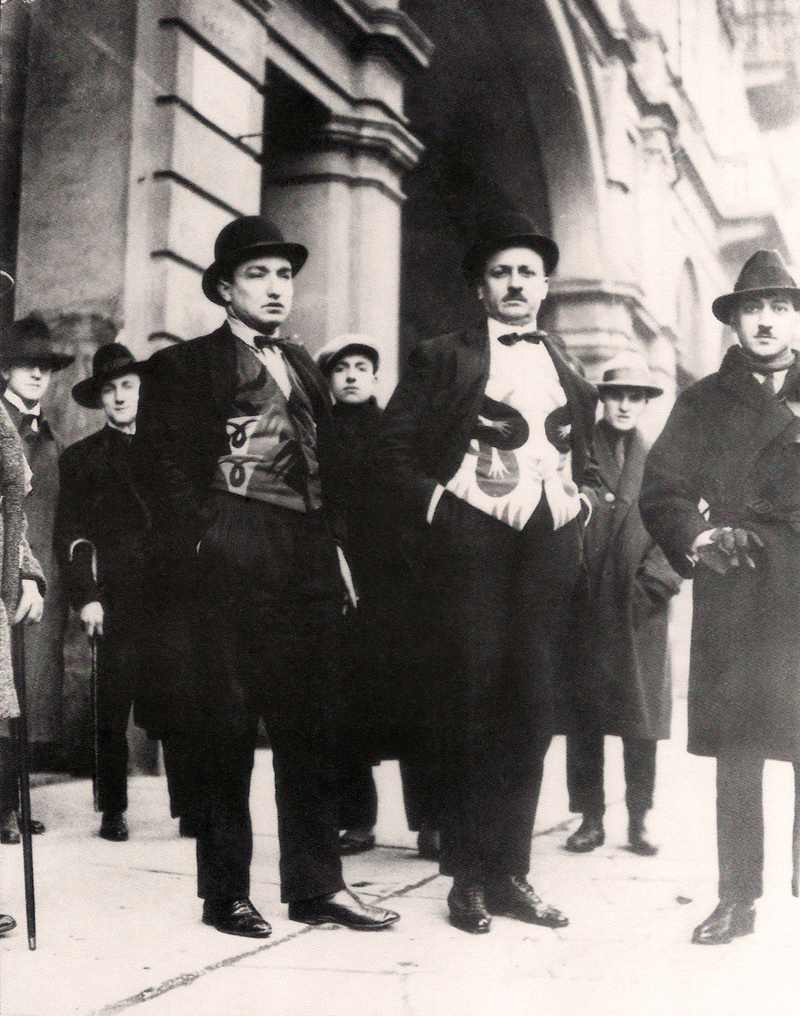
In prima fila: Depero, Marinetti e Cangiullo nei loro panciotti futuristi. Fotografia scattata il 14 gennaio 1924, in occasione della replica dello spettacolo della Compagnia del Nuovo Teatro Futurista a Torino.

A Livorno in via magg. Luigi Corti una lapide ricorda la casa dove mori  nel 1977

## Opere

### Letteratura
- Le cocottesche, con prefazione di Aldo Palazzeschi. Lettere accessorie di F. T. Marinetti e Armando Mazza, Napoli, Edizioni Giovani, s.d., ma 1912
- La Maddalena del caffè Fortunio : Pittoriche e pittoresche avventure galanti, con prefazione dell'autore, Napoli, Casa Editrice Bideri, 1916
- Piedigrotta : parole in libertà, col Manifesto sulla declamazione dinamica sinottica di Marinetti, Milano, Edizioni futuriste di Poesia, 1916
- La prima esposizione dell'Alfabeto a sorpresa, creazione dei futuristi Cangiullo e Pasqualino : 1-30 novembre 1918, Roma, Casa d'arte Bragaglia, 1918
- Il debutto del sole, con un giudizio sull'autore di F. T. Marinetti, Napoli, L'editrice Italiana, 1919
- L' amante che non morrà : Romanzo vivo,  Napoli, L'editrice Italiana, 1919
- Caffè concerto : alfabeto a sorpresa, Milano, Edizioni futuriste di Poesia [dopo il 1919]
- Poupée sulle gambe del Barone : Romanzo decolleté, Napoli, L'editrice Italiana, 1920
- Filippo Tommaso Marinetti, Francesco Cangiullo, Il teatro della sorpresa, manifesto pubblicato in Il Futurismo. Rivista sintetica bimensile, nº 1, 11 gennaio 1922, Milano, Direzione del Movimento Futurista, ripubblicato in anastatica in I Manifesti del Futurismo, SPES-Salimbeni, Firenze, 1979-80
- Marinetti a Capri : blu marino, Napoli, G. Casella, 1922
- Poesia pentagrammata, Napoli, G. Casella, 1923, ripubblicato a cura di Luciano Caruso, SPES Salimbeni, Firenze, 1979
- Il sifone d'oro ; Se l'altra non picchia alla porta, Napoli, G. Casella, 1924
- La scoperta del sostantivo anatomico o del sesso in esso : manifesto scientifico cangiullante. Napoli, G. Casella, 1926
- Le serate futuriste : romanzo storico vissuto, con giudizi di Marinetti, Ojetti, Borgese, Simoni, Lipparini, Goll, Napoli, Tirrena, pref. 1930; poi Milano, Ceschina, 1961

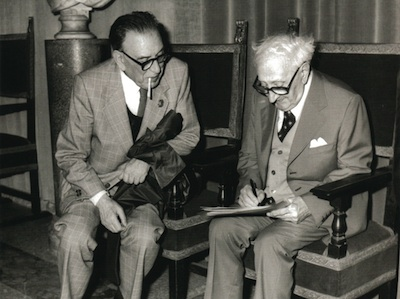
Francesco Cangiullo (a destra) in Campidoglio con Enzo Mainardi nel 1976, in occasione delle celebrazioni per il centenario della nascita di F.T. Marinetti.

- Nini champagne. Romanzo vivo, Pozzuoli, Editrice «La Virgiliana», 1930; seconda edizione 1934; poi Milano, All'Insegna del pesce d'oro, 1962
- Le vie della città : settembre-febbraio, Napoli, Tommaso Pironti, 1937
- Paesi con un giudizio di S. E. Marinetti e disegni di P. Scoppetta Napoli, Rispoli, stampa 1938
- Le novelle del varietà : con 37 fotografie di stelle e divi, Napoli, Richter & C., stampa 1938
- Lettere a Marinetti in Africa, con prefazione, risposte, autografi e fotografia del poeta soldato, Napoli, Tommaso Pironti, 1940
- «Capri ed Amalfi». Poemi di Cangiullo recensiti dall'autore, in «M», 8 novembre 1941, Napoli, Era, Ed. Anonima Rispoli, 1941
- Poesia innamorata, 1911-1941. Napoli, Morano, 1943 (il frontespizio interno dà un'indicazione cronologica diversa: "1911-1940")
- Addio mia bella Napoli. Firenze, Vallecchi, 1955
- F. T. Marinetti + [F.] Cangiullo = Teatro della sorpresa, Livorno, Belforte, 1968.